# Baigundhara
Baigundhara (nep. बैगुन्धुरा) – gaun wikas samiti we wschodniej części Nepalu w strefie Meći w dystrykcie Jhapa. Według nepalskiego spisu powszechnego z 2001 roku liczył on 1102 gospodarstw domowych i 6065 mieszkańców (2959 kobiet i 3106 mężczyzn).